# Euparixia costaricensis
Euparixia costaricensis är en skalbaggsart som beskrevs av Hinton 1936. Euparixia costaricensis ingår i släktet Euparixia och familjen Aphodiidae. Inga underarter finns listade i Catalogue of Life.